# Seznam španskih matematikov
Seznam španskih matematikov.

## C
- Xavier Cabré
- José Carrillo Menéndez (1952-)

## E
- José Echegaray

## H
- Juan de Herrera
- Abraham Hija

## M
- Julio Palacios Martínez (1891 - 1970)
- (Andreu Mas-Colell 1944-)
- José Celestino Bruno Mutis (1732 - 1808)

## P
- Julio Rey Pastor (1888 - 1962)

## T
- Leonardo Torres y Quevedo (1852 - 1936)

## Z
- Al-Zarkali